# トリプターゼ
トリプターゼ（英: tryptase、EC 3.4.21.59）は、肥満細胞に最も豊富に存在する、分泌顆粒由来セリンプロテアーゼであり、肥満細胞活性化のマーカーとして利用される。クラブ細胞はトリプターゼを含んでおり、A型インフルエンザウイルス表面のヘマグルチニンタンパク質の切断と活性化を担い、インフルエンザ症状を引き起こしていると考えられている。

## 名称
トリプターゼはmast cell tryptase、mast cell protease II、skin tryptase、lung tryptase、pituitary tryptase、mast cell neutral proteinase、mast cell serine proteinase II、mast cell proteinase II、mast cell serine proteinase tryptase、rat mast cell protease II、tryptase Mといった名称でも知られている。

## 臨床での利用
トリプターゼの正常な血清中濃度は、11.5 ng/mL未満である。血清トリプターゼ濃度の上昇はアナフィラキシー反応とアナフィラキシー様反応の双方で生じるが、トリプターゼが陰性であってもアナフィラキシーを除外することはできない。また遺伝的変異によってFIP1L1-PDGFRA融合遺伝子が形成された好酸球性白血病や、全身性肥満細胞症でも血清トリプターゼ濃度の上昇が生じる。

## 生理
トリプターゼはアレルギー反応に関与しており、また線維芽細胞系統に対する分裂促進因子としての作用も疑われている。トリプターゼでは、Morpheein型のアロステリック調節が行われている可能性がある。マウスでは、肥満細胞のトリプターゼMCP-6は旋毛虫Trichinella spiralisの感染時に獲得免疫と自然免疫を関連づける役割を果たしている。

## 遺伝子
トリプターゼ活性を有するタンパク質をコードするヒト遺伝子には次のようなものがある。
| ヒト遺伝子 | 酵素            |
| ---------- | --------------- |
| TPSAB1     | α1-トリプターゼ |
| TPSAB1     | β1-トリプターゼ |
| TPSB2      | β2-トリプターゼ |
| TPSD1      | δ-トリプターゼ  |
| TPSG1      | γ-トリプターゼ  |
| PRSS22     | ε-トリプターゼ  |

トリプターゼ活性を有するタンパク質をコードするマウス遺伝子には次のようなものがある。
| マウス遺伝子 | 酵素  |
| ------------ | ----- |
| Tpsb2        | MCP-6 |
| Tpsab1       | MCP-7 |